# Интерналии
Интерналии - издержки, которые не были обговорены участниками при заключении сделки а также издержки и приобретения у лиц не связанных со сделкой.

## Примеры интерналий
- продавец продал некачественный товар;
- учитель взял деньги вперед, обещая подготовить ученика к ЕГЭ, но не выполнил обещание;
- наниматель получил выгоду от работника, повысившего свою квалификацию путём самообразования.

## Причины интерналий
Трансакционные издержки по сбору 100%-ной информации могут оказаться высокими и не оправдать расходов, потраченных на её добывание. Узнать о качестве товара можно с помощью сертификата на этот товар, но он не всегда приобретён законным путём. Также можно позвонить в фирму-изготовитель, но расходы на звонки и подобные действия могут не оправдать надежд покупателя, а потраченное время может иметь слишком высокую альтернативную стоимость.

## Основные формы устранения интерналий
1. введение стандартных форм договоров;
2. государственное установление стандартов качества продукта;
3. регламентация процедуры заключения сделок;
4. выдача лицензий на производство определённых видов товаров;
5. введение санкций за нарушение условий контракта;
6. законодательная защита прав потребителей.

## Вывод
Таким образом, несоответствие информации о продукте с действительностью, ведет к нарушению рыночного механизма, так как ценовые сигналы перестают показывать реальное положение дел.